# Slovakiens historia
Den här artikeln behandlar Slovakiens historia.
På 500-talet koloniserades Slovakien av slaver. Efter år 567 lydde området under avarernas rike. I början av 800-talet växte ett självständigt furstendöme fram vid floden Nitra. Från 830-talet till 900-talet införlivades området i Stormähren och i samband med detta kristnades befolkningen. 

## I Ungern

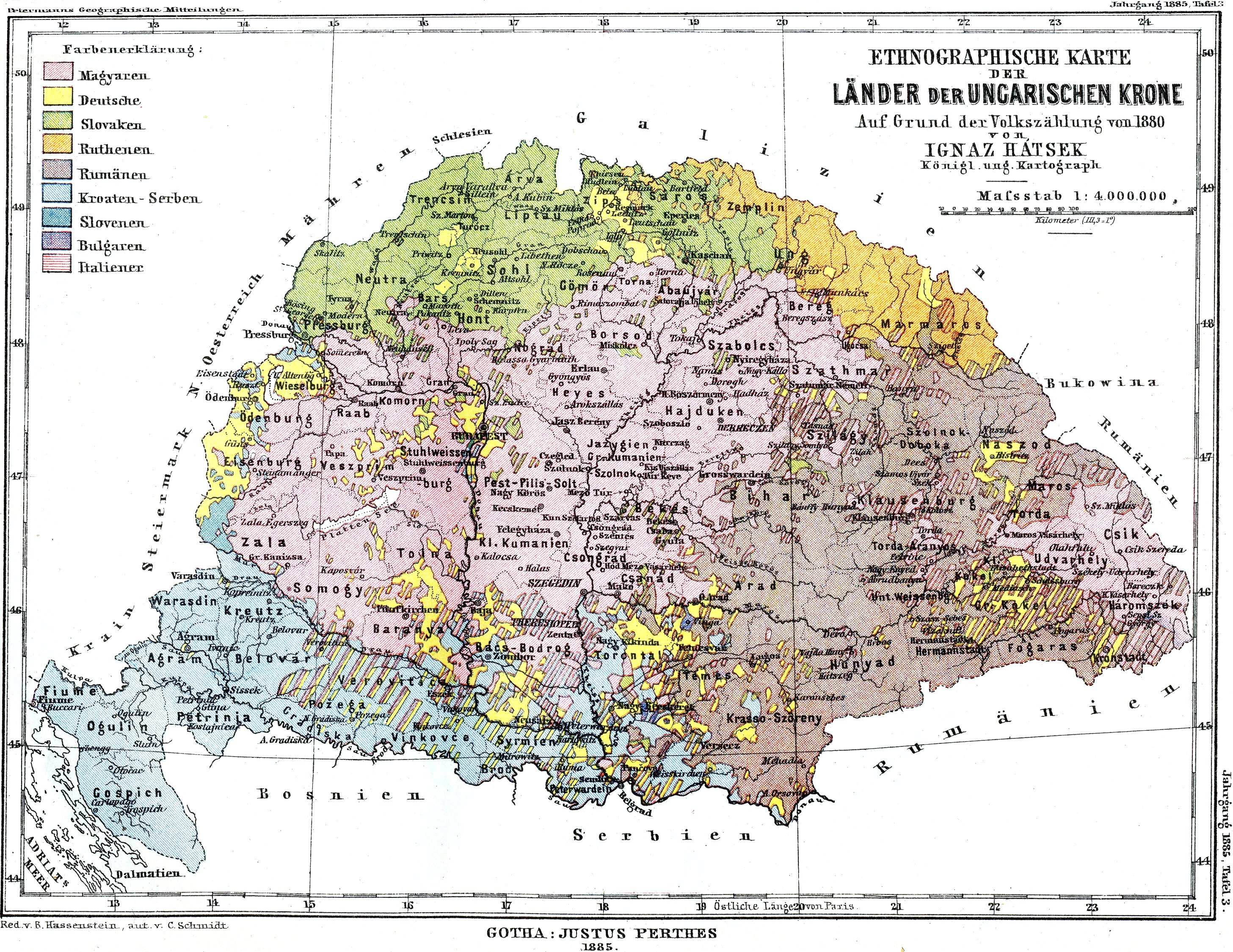
Etnografisk karta över Ungern, 1880; ljusgrönt: slovaker, ljusorange: rutener

Runt 900 blev området en del av Ungern; ett förhållande som kvarstod 1000 år, under denna period var området bekant under namnet Övre Ungern eller Upplandet, det sågs således endast som Ungerns norra landsdel. Ungrare inflyttade till slätter och dalar samtidigt som en ungersk godsägarklass växte fram under medeltiden. På 1200-talet påbörjades en betydande tysk invandring. Området behärskades till fullo av tysk och ungersk adel. På 1500-talet lämnade många tyskar och ungrare katolicismen till förmån för lutherdomen men i "Övre Ungern" antog många ungrare den kalvinistiska läran, de flesta slovaker förblev emellertid katoliker. När Osmanska riket ockuperade större delen av Ungern kom området under Habsburgs välde (liksom snart resterande delar av Ungern gjorde, ett förhållande som varade till 1918).
Motreformationen under 1700-talet innebar för området att den protestantiska (såväl lutheraner som kalvinister) majoriteten förbyttes i en katolsk. Kejsar Josef II proklamerade 1781 religiös tolerans och livegenskapens avskaffande. Under nationalismens framväxt under 1800-talet växte häftiga motsättningar mellan slovaker och ungrare fram. Många slovaker utvandrade till följd av de ungerska myndigheternas försök att magyarisera ("förungerska") området, särskilt märkbart efter tudelningen av det habsburgska väldet 1867 i en österrikisk del och en ungersk del (vilket det slovakiska området kom att tillhöra).

## I Tjeckoslovakien

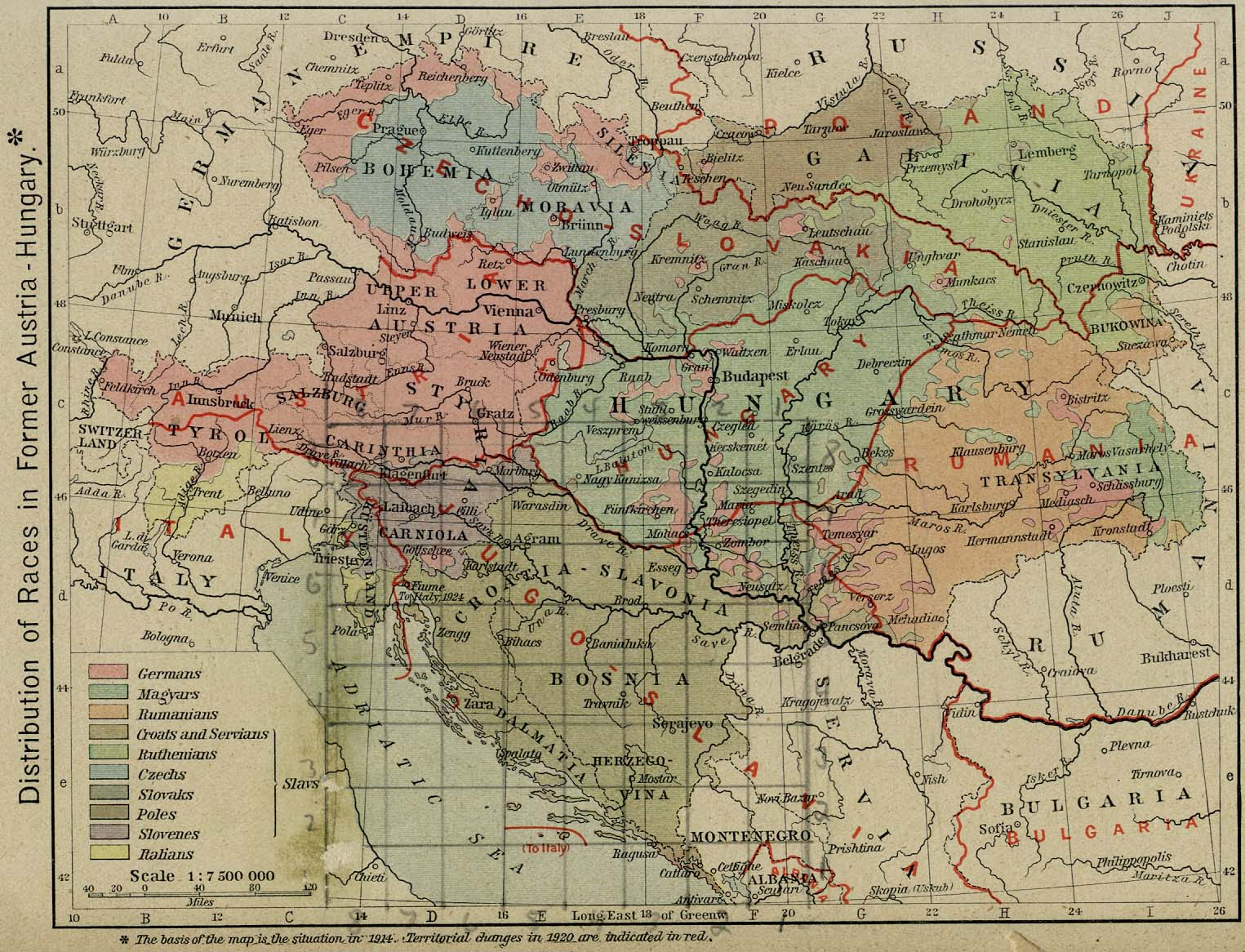
Det uppstyckade Ungern med befolkningsdata från 1910, överst det senare Slovakien med Rutenien.

Efter första världskriget ockuperade tjeckiska trupper norra Ungern och "Slovakien" (ända till Transsylvanien) blev en del av den nya statsbildningen Tjeckoslovakien. Självständigheten och sammanslagningen hade främst drivits av tjecker och slovakernas inlemmande kan ses som en strategi för att tillförsäkra den nya staten en slavisk majoritet - den tyska folkgruppen i Tjeckoslovakien var 3 miljoner medan slovakerna var 2 miljoner. Politiskt dominerades landet av tjeckerna - av 7 470 departementstjänstemän var år 1938 var endast 131 slovaker.
Den nya statsbildningen Tjeckoslovakien hamnade tidigt i inre splittring. Dels önskade de 3 miljoner tyskarna anslutning till Tyska riket. De östliga, rutenska delarna (senare Karpato-Ukraina) ville lösgöra sig från Tjeckoslovakien. Den stora ungerska befolkningen i södra Slovakien och Karpato-Ukraina önskade anslutning till Ungern. De agrara och konservativa slovakerna hamnade även de på kollisionskurs med de styrande tjeckerna, självstyre krävdes. Münchenöverenskommelsen 1938 innebar, förutom Sudetenlands förening med Tyska riket, att Slovakien erhöll självstyre. Med nationalisterna vid makten kom Slovakien att utformas till en auktoritär stat, alltfler krav på fullt oberoende från Prag hördes nu.

## Mellan 1938 och 1945

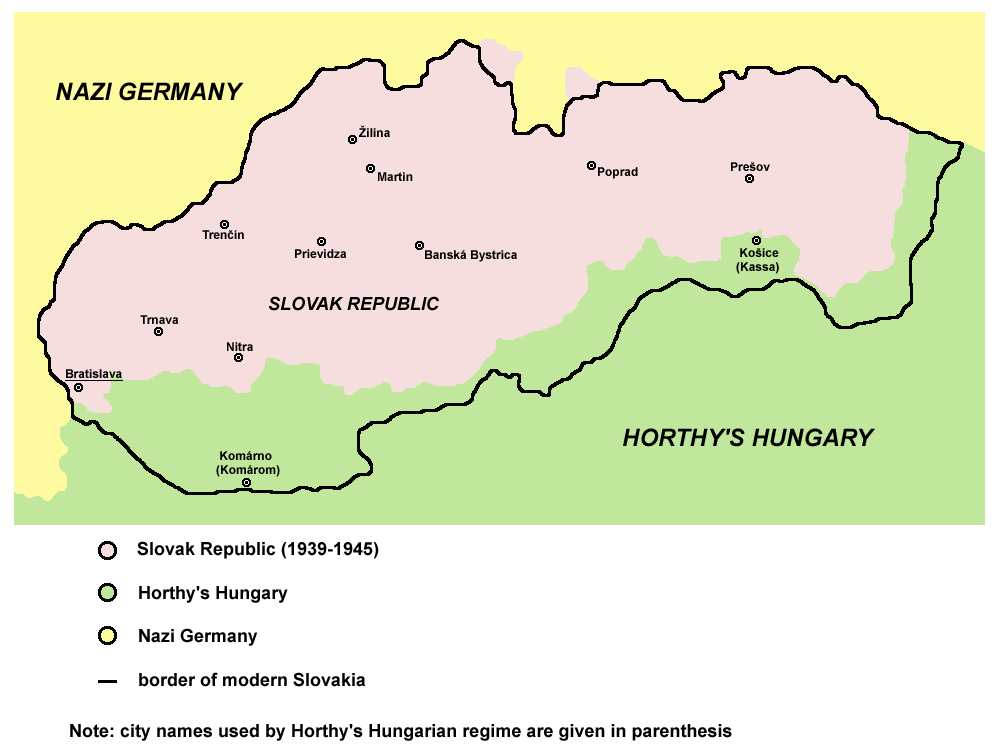
Karta över Slovakien 1941, grönt är återlämnat till Ungern.

I Första skiljedomen i Wien (2 november 1938) återfördes gränsnära områden med ungersk majoritet (84 %) till Ungern (se kartan från 1941). Dessa fredstida förändringar erkändes då även av västmakterna, men ändå gjordes tillbaka efter andra världskriget.
Den 14 mars 1939 förklarade sig Slovakien självständigt med Jozef Tiso som ledare, detta på direkt inrådan av den tyske ledaren Adolf Hitler. Dagen efter invaderade Tyskland Tjeckoslovakiens kvarvarande västra delar, Böhmen och Mähren. 
Tizo ledde landet som var allierat med Tyskland. Landet deltog på Tysklands sida i andra världskriget, främst genom krigsansträngningar mot Sovjetunionen. Landets judiska befolkning deporterades, större delen av den mötte döden i de nazistiska koncentrationslägren. År 1944 utbröt ett uppror inspirerat av kommunisterna vilket emellertid nedslogs av tyskarna som ockuperade landet. 
I april 1945 invaderades landet av Sovjetunionen. Landet blev, med nationalistisk och snart kommunistisk ledning, åter en del av Tjeckoslovakien med gränser ändrade till fördel för Polen och Ukraina (Sovjetunionen), men inte till Ungern.

## Slovakien under kommunismen

Slovakiens vapen 1960–1990

Efter kriget blev sedan Slovakien åter en del av Tjeckoslovakien, som efter 1948 var en kommunistisk diktatur. Större delen av Slovakiens tyska befolkning fördrevs, vilket också drabbade en mindre del av den ungerska befolkningen (det till Ungern 1938 avträdda området återfördes 1945 till Tjeckoslovakien).
Kommunistregimen var centralistisk med Prag som centrum varpå många slovakiska kommunister utrensades, anklagade för att vara "borgerliga nationalister". Det agrara Slovakien genomgick en kraftig industrialisering under 1960-talet vilket höjde levnadsstandarden kraftigt och, tillsammans med utbildning, började göra slovakerna mer jämställda med tjeckerna. Pragvåren 1968 (vilket slutade i att Tjeckoslovakien invaderades av Sovjetunionen) ledde till att Tjeckoslovakien blev en federation 1969. Kommunistpartiets maktmonopol tillsåg emellertid att detta enbart blev en formalitet, "en pappersprodukt".
Sammetsrevolutionen i Prag 1989 (vilket avslutade kommunisternas maktmonopol) öppnade för nationalismens framväxt. Vid valen 1992 segrade nationalisterna vid valen varpå Slovakien blev självständig republik den 1 januari 1993.

## Självständighet
I juni 1992 hölls val till den slovakiska delrepublikens Nationalrådet. Rörelsen för ett demokratiskt Slovakien under ledning av Vladimír Mečiar gick till val med löftet att skydda slovakiska intressen och att arbeta för mer makt åt delrepublikerna i någon form av konfederation. I valet fick partiet 37 procent av rösterna och Mečiar kunde sitta kvar som Slovakiens premiärminister. Tankar på en konfederation mötte inget gensvar i Prag där den tjeckiske premiärministern Václav Klaus ansåg att de nödvändiga ekonomiska reformerna krävde centralisering av makten. I november 1992 beslutade nationalförsamlingen i Prag att Tjeckoslovakien skulle upplösas och ersättas av två självständiga stater, Tjeckien och Slovakien.
Fram till självständigheten hade de slovakiska politiska partierna fokuserat sin energi på konstitutionella frågor och opposition mot centralmakten i Prag. Efter självständigheten krävdes av partierna att de fokuserade på ekonomiska och sociala frågor i det självständiga Slovakien. Mečiars popularitet byggde på opposition mot Prag; efter självständigheten började hans popularitet bland väljarna att dala. I hans parti utbröt interna strider. Den första stridsfrågan gällde vem som skulle bli Slovakiens första president. Mečiar hade själv övertagit presidentämbetets plikter tills en president kunde väljas och hans kandidat var Roman Kováč. Ledamöter i RDS och koalitionspartiet Slovakiska nationalistpartiet protesterade och i februari valdes istället Michal Kováč.

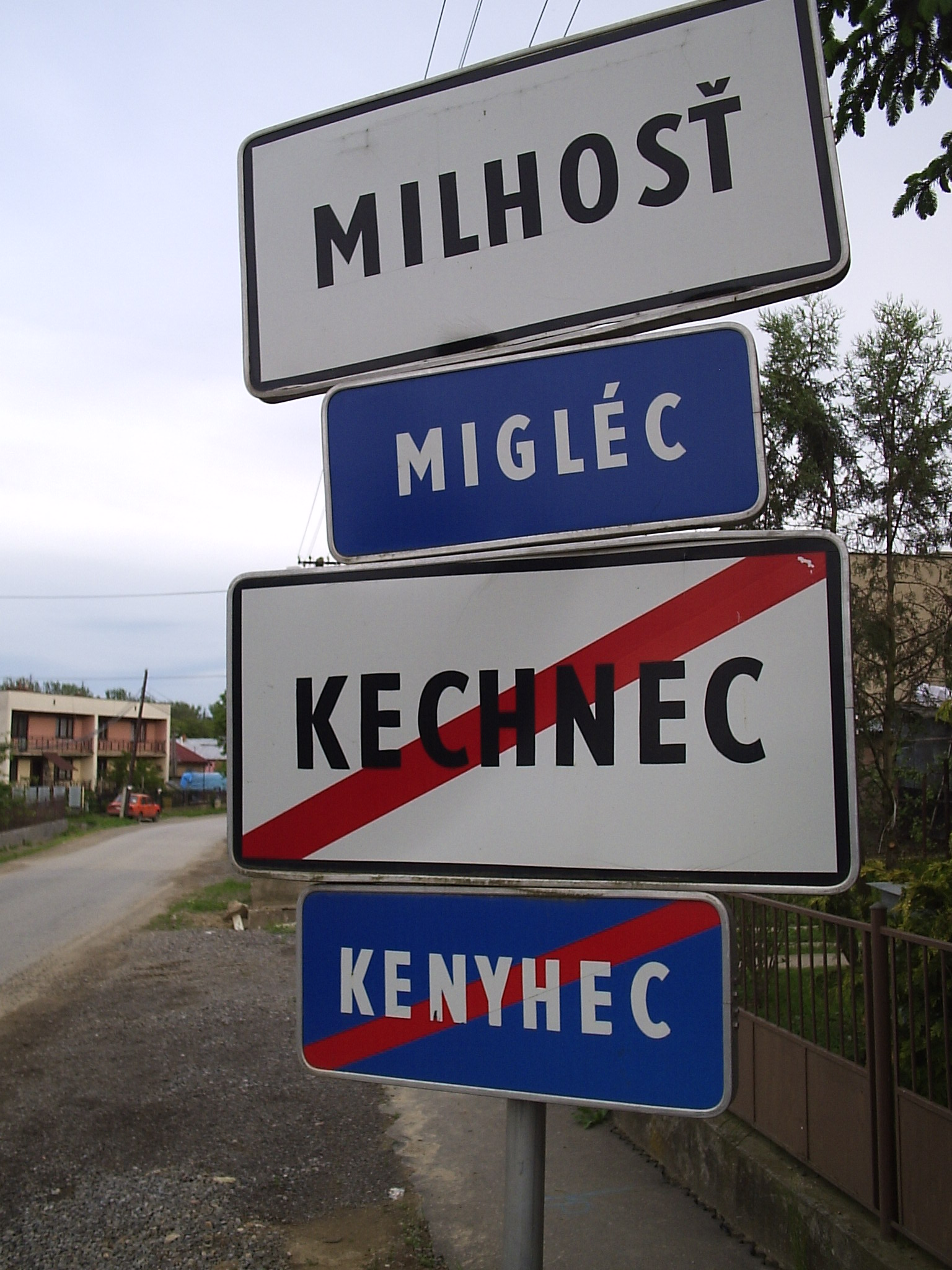
Tvåspråkiga vägskyltar i Slovakien. Foto: Norababa.

Ett ämne som väckte protester både i Slovakien och i omvärlden var regeringens behandling av den ungerska minoriteten i Slovakien. Denna motsvarade 500 000 personer eller 12 procent av befolkningen. Det politiska partiet Samexistens sade sig värna om ungrarnas intressen och protesterade på hösten 1992 när den slovakiska konstitutionens inledning ändrades från "Vi, medborgare i den slovakiska republiken..." till "Vi, den slovakiska nationen...". Ytterligare ett tvisteämne var frågan om tvåspråkiga vägskyltar. Regeringen hänvisade till trafiksäkerheten för att inte införa ungerska vägmärken men också att tvåspråkiga vägskyltar skulle vara diskriminerande mot den romska minoriteten. Det fanns också ungerska protester mot en ny namnlag som skulle tillföra det slovakiska suffixet -ová eller -á till alla kvinnors efternamn. Stridigheterna ledde till försämrade relationer med Ungern. Slovakien kunde 1993 bli medlem i Europarådet först efter att ha utfäst sig att tillåta tvåspråkiga vägmärken och ungerska efternamn utan suffix.
I mars 1994 förlorade Mečiars regering en misstroendeomröstning och avgick. Den nya regeringen var en koalition av Kristdemokratiska rörelsen, Demokratiska vänsterpartiet och Demokratisk union och leddes av den tidigare RDS-medlemmen Jozef Moravčík. Den nya regeringen förbättrade relationerna med den ungerska minoriteten och i maj 1994 gjorde den ungerske premiärministern Gyula Horn ett officiellt besök. Regeringen påbörjade också en andra omgång av privatisering.
Valen i september 1994 blev åter en framgång för Rörelsen för ett demokratiskt Slovakien som fick 35 procent av rösterna. Mečiar blev åter premiärminister i en koalitionsregering med RDS, Slovakiska nationalistpartiet och Slovakiens arbetares förbund. Mandatperioden kännetecknades av antagonism mellan regering och opposition, dels därför att Mečiar ifrågasatte Demokratiska unionens rätt att delta i valet, dels krav att president Kováč skulle avgå. Presidentens budget skars ned, hans utnämningsmakt minskade och i parlamentet gjordes flera förtroendeomröstningar om presidenten. En märklig episod var också när presidentens son kidnappades och kördes till Österrike. Under Mečiars andra regering försämrades åter relationerna med den ungerska minoriteten.
Mečiar satt kvar som premiärminister fram till 1998. Landet blev medlem i NATO 29 mars 2004 och i EU 1 maj 2004. Landet införde euro som valuta den 1 januari 2009.
Slovakien styrdes 2012 till 2020 av socialdemokratiska Smer-SD. Mordet på journalist Jan Kuciak våren 2018 ledde till en politisk kris och omfattande folkliga protester mot den utbredda korruptionen i landet. Kraven på förändring ledde till att Smer-SD förlorade valet i februari 2020. Under den borgerliga regering som tog över har ett stort antala högt uppsatta domare och polischefer åtalats för korruption.